# شبنميات الشكل
شبنميات الشكل (الاسم العلمي: Casuariimorphae) هي طبقة حيوانية تتبع طائفة طيور من صف فقاريات رباعية الأطراف.
وطبقة شبنميات الشكل هي إحدى الثلاث طبقات الغير منقرضة التي تشكل أُباشة مسطحات الصدر (بالإنجليزية: Ratites)‏.

## رتب
- شبنميات